# 카샤파

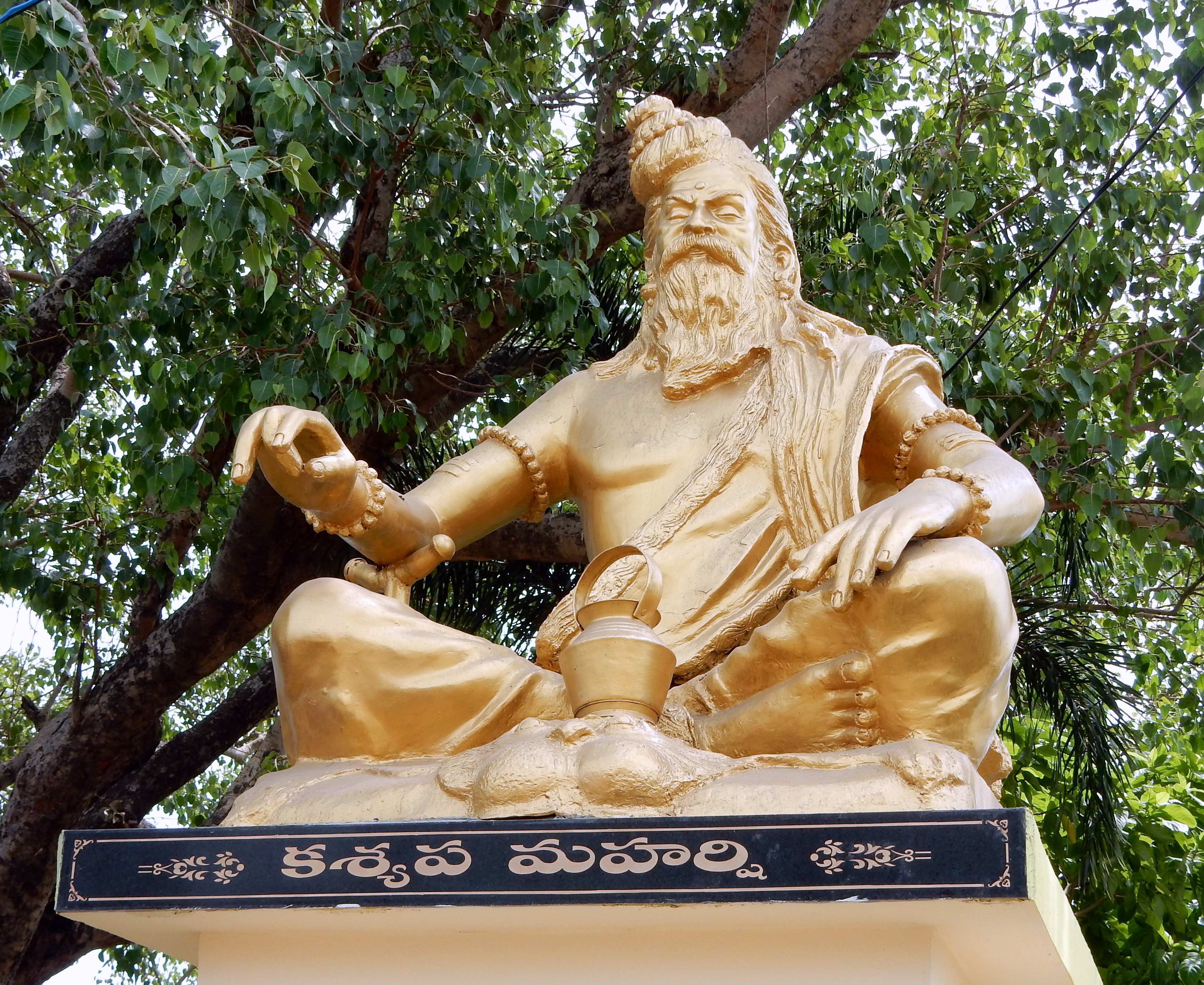
카샤파

카샤파(Kashyapa)는 인도 점성술에서 존숭되는 힌두교의 리시이다. 리그베다의 7대 고대 현자들인 사프타리쉬(Saptarishis)들 중 한 명이다.
카샤파는 고대 이름이며 고대 힌두 및 불교 경전에서 각기 다른 수많은 인격체를 가리키고 있다.

## 같이 보기
- 야벳
- 이크슈바쿠 왕조
- 아디티
- 마하카샤파